# Oberbessenbach
Oberbessenbach ist ein Gemeindeteil der Gemeinde Bessenbach im unterfränkischen Landkreis Aschaffenburg in Bayern. Die Gemarkung Oberbessenbach hat eine Fläche von 792,35 Hektar.

## Geographie
Das Pfarrdorf Oberbessenbach liegt an der Staatsstraße 2312 (ehemalige Bundesstraße 8) zwischen Mespelbrunn und Straßbessenbach. Der Ort liegt auf 206 m ü. NHN am Bessenbach. Der topographisch höchste Punkt der Gemarkung ist der Gipfel des Pfaffenberges, südöstlich des Ortes mit 432 m ü. NHN, der niedrigste liegt am Bessenbach auf 187 m ü. NHN.

### Nachbargemarkungen
Folgende Gemarkungen grenzen an das Ortsgebiet von Oberbessenbach:
|                           | Straßbessenbach                             | Keilberg   |
| Dörrmorsbach und Gailbach | Kompassrose, die auf Nachbargemeinden zeigt |            |
| Soden                     | Hohe Wart (gemeindefreies Gebiet)           | Hessenthal |

## Geschichte
Am 1. Juli 1862 wurde das Bezirksamt Aschaffenburg gebildet, auf dessen Verwaltungsgebiet Oberbessenbach lag. 1939 wurde wie überall im Deutschen Reich die Bezeichnung Landkreis eingeführt. Oberbessenbach war nun eine der 33 Gemeinden im Altkreis Aschaffenburg. Dieser schloss sich am 1. Juli 1972 mit dem Landkreis Alzenau in Unterfranken zum neuen Landkreis Aschaffenburg zusammen.
Zum 1. Januar 1978 wurde Oberbessenbach im Zuge der Gebietsreform in Bayern in die neu gebildete Gemeinde Bessenbach eingemeindet.

## Baudenkmäler
- St. Ottilia (Oberbessenbach)
- St. Stephan (Oberbessenbach)